# Gunter Hoffmann (Radsportler)
Gunter Hoffmann (* 1948 in Halle (Saale)) ist ein ehemaliger deutscher Radrennfahrer und nationaler Meister im Radsport.

## Sportliche Laufbahn
Hoffmann war im Bahnradsport und im Straßenradsport aktiv. Er begann mit 14 Jahren in seiner Heimatstadt mit dem Radsport. Hoffmanns größter Erfolg war der Gewinn der DDR-Meisterschaft in der Mannschaftsverfolgung 1972 mit seinen Vereinskameraden Bernhard Gruner, Horst Tischoff und Klaus-Dieter Greil vom SC DHfK Leipzig. Weitere Medaillen bei DDR-Meisterschaften gewann er im Mannschaftszeitfahren (Bronze 1972) und im Zweier-Mannschaftsfahren (Silber 1972 mit Bernd Kessler). 1971 erhielt er seine erste Berufung in die Bahn-Nationalmannschaft der DDR zum Länderkampf gegen Belgien, wobei er im 1000-Meter-Zeitfahren antrat. Es folgten weitere internationale Einsätze. Auf der Straße gewann er 1970 den Großen Preis von Artern vor Lothar Appler.

## Berufliches
Nach seiner Laufbahn war er Angestellter der Stadt Halle und organisierte Sportveranstaltungen der Stadt.